# Constantin Biart
Constantin Ferdinand Biart (Antwerpen, 4 februari 1834 - 6 december 1888) was een Belgisch advocaat en politicus voor de Liberale Partij.

## Levensloop
Biart was de zoon van François Biart en Marie-Anne Donnez. Hij trouwde met Stéphanie Pauwels. Zijn grootvader was in 1798 ingeweken uit Frankrijk en was in 1830 een overtuigde orangist.
Hij promoveerde in 1857 tot doctor in de rechten en in 1858 tot doctor in de politieke en administratieve wetenschappen aan de Katholieke Universiteit Leuven. In april 1858 werd hij stagiair-advocaat bij de balie van Antwerpen, waarna hij in februari 1862 volwaardig advocaat werd aan de Antwerpse balie.
Van juni 1878 tot december 1884 was hij liberaal senator voor het arrondissement Antwerpen. Hij was van 1876 tot 1881 ook gemeenteraadslid van Antwerpen. Zijn broer Edouard Biart werd eveneens senator en volksvertegenwoordiger.
Hij schreef over leven en werk van Friedrich Schiller en over de liefdadigheid in Nederland. Hij toonde ook belangstelling voor de Vlaamse Beweging en schreef over de achteruitstelling van het Vlaamse volk en de Nederlandse taal.

## Publicatie
- Défense de la langue néerlandaise et exposé des griefs des Flamands, Antwerpen, 1864